# Yorgan De Castro
Yorgan De Castro, född 19 december 1986, är en kapverdiansk MMA-utövare som sedan 2019 tävlar i organisationen Ultimate Fighting Championship.

## Bakgrund
De Castro är född och uppvuxen som ett av tre barn till en ensamstående mamma i relativ fattigdom på Kap Verde. Han flyttade vid 18 års ålder till Portugal. Där bodde han i ett flertal år till dess att han emigrerade till USA där en stor del av hans familj redan bodde. Han flyttade till Fall River i delstaten Massachusetts i USA där han arbetar deltid som ordningsvakt på B.M.C. Durfee High School, ett (motsvarande) kommunalt gymnasium, samtidigt som han upprätthåller sin professionella MMA-karriär.
Han började kickboxas i Portugal vid 18 års ålder. Sedan började han träna jiu-jitsu 2014 men trivdes inte i rollen eftersom han såg sig själv som en striker, en stående fighter. Efter sex månaders jiu-jitsuträning gick han sin första burmatch, vann och blev omedelbart förälskad i tävlandet och MMA.

## Karriär

### MMA
De Castro gick obesegrad fram till 4-0 via två mindre organisationer, CES MMA och NEF, och tre viktklasser innan han fick chansen att vara med i säsong tre av Dana White's Contender Series.

#### DWCS
Trots att han var avsnittets störste favorit att förlora (+588 vegasodds) vann han ändå övertygande via TKO i första ronden mot sin motståndare Sanford Alton Meeks och erbjöds därefter ett kontrakt med UFC.

#### UFC
Debuten i UFC gick mot den obesegrade (4-0) australiensaren Justin Tafa vid UFC 243. En match De Castro vann via en så kallad "one-punch-KO" efter 2.10 i första ronden.
Nästa motståndare som bokades var Greg Hardy. De Castro skulle möta honom vid UFC on ESPN: Ngannou vs. Rozenstruik 28 mars, 2020. Den galan var dock en av de fyra UFC-galor som suspenderades på grund av coronavirusutbrottet. De två bokades om för att istället mötas vid UFC 249. Efter att ha börjat matchen stark med många bensparkar Hardy inte visste hur han skulle hantera skadade sig De Castro i foten vid en blockerad benspark. Efter den skadan kunde Hardy ta över och slutligen vinna mot De Castro via enhälligt domslut.
De Castro gick nästa match fem månader senare vid UFC Fight Island 4 mot brassen Carlos Felipe. En match som gick tiden ut och där De Castro förlorade via enhälligt domslut.

## Tävlingsfacit
| Resultat | Facit | Motståndare               | Metod                   | Evenemang                                         | Datum            | Rond | Tid  | Plats                               | Notering                                           |
| -------- | ----- | ------------------------- | ----------------------- | ------------------------------------------------- | ---------------- | ---- | ---- | ----------------------------------- | -------------------------------------------------- |
| Vinst    | 1–0   | James Dysard (USA)        | TKO (slag)              | CES MMA 47                                        | 17 november 2017 | 1    | 0:39 | Lincoln, RI, USA                    |                                                    |
| Vinst    | 2–0   | David White (USA)         | TKO (slag)              | CES MMA 50                                        | 15 juni 2018     | 3    | 2:20 | Lincoln, RI, USA                    |                                                    |
| Vinst    | 3–0   | Ras Hylton (USA)          | KO (slag)               | NEF 36                                            | 17 november 2018 | 1    | 2:36 | Portland, ME, USA                   | Cruiserviktdebut (225 lb) Titelmatch i cruiservikt |
| Vinst    | 4–0   | Carlton Little Sr. (USA)  | Domslut (enhälligt)     | CES MMA 54                                        | 19 januari 2019  | 3    | 5:00 | Lincoln, RI, USA                    | Tungviktsdebut                                     |
| Vinst    | 5–0   | Sanford Alton Meeks (USA) | TKO (benspark och slag) | Dana White's Contender Series Säsong 3, Avsnitt 1 | 18 juni 2019     | 1    | 4:45 | Las Vegas, NV, USA                  |                                                    |
| Vinst    | 6–0   | Justin Tafa (AUS)         | KO (slag)               | UFC 243                                           | 5 oktober 2019   | 1    | 2:10 | Melbourne, Australien               |                                                    |
| Förlust  | 6–1   | Greg Hardy (USA)          | Domslut (enhälligt)     | UFC 249                                           | 9 maj 2020       | 3    | 5:00 | Jacksonville, FL, USA               |                                                    |
| Förlust  | 6–2   | Carlos Felipe (BRA)       | Domslut (enhälligt)     | UFC on ESPN: Holm vs. Aldana                      | 4 oktober 2020   | 3    | 5:00 | Fight Island, Förenade Arabemiraten |                                                    |
| Förlust  | 6–3   | Jarjis Danho (GER)        | KO (slag)               | UFC on ABC: Vettori vs. Holland                   | 10 april 2021    | 1    | 3:02 | Las Vegas, NV, USA                  |                                                    |